# Grahovište
Grahovište är en ort i Bosnien och Hercegovina.   Den ligger i entiteten Federationen Bosnien och Hercegovina, i den centrala delen av landet, i huvudstaden Sarajevo. Grahovište ligger 643 meter över havet och antalet invånare är 153.
Terrängen runt Grahovište är varierad.Runt Grahovište är det ganska tätbefolkat, med 93 invånare per kvadratkilometer.. Närmaste större samhälle är Sarajevo, 3,9 km söder om Grahovište. 
Runt Grahovište är det i huvudsak tätbebyggt.